# Седрік Гіббонс
Остін Седрік Гіббонс (англ. Austin Cedric Gibbons; 23 березня 1893 — 26 липня 1960) — американський артдиректор, художник-постановник і архітектор, дизайнер статуетки «Оскар» — за свої роботи одержав 11 цих нагород, за всю історію кінематографа поступившись у цьому кількості лише Волту Діснею. Один із засновників Академії кінематографічних мистецтв і наук.

## Біографія
Седрік Гіббонс народився 23 березня 1893 року в Дубліні, Ірландія. Незабаром його сім'я емігрувала до США, де він почав навчання в Art Students League of New York. З 1915 року працював на Edison Studios, з 1918 року на студії Семюела Голдвіна, з 1924 року і до самої пенсії на Луїса Майера в Metro-Goldwyn-Mayer. У 1934 році єдиний раз виступив як режисер — фільм «Тарзан і його подруга».
Рішення Гіббонса як художника-постановника, особливо у фільмах «Народжена танцювати» (1936) і «Розалі» (1937), надихнули багатьох його колег при зйомках фільмів з кінця 1930-х до 1950-х. Як архітектор Гіббонс був відомий оформленням театрів Loma Theater в Сан-Дієго, Crest Theatre в Сакраменто, Culver Theater у Калвер-Сіті.
У 1930 році одружився з актрисою Долорес дель Ріо, з якою прожив 11 років; в 1941 році одружився з актрисою Хазел Брукс, з якою прожив до самої своєї смерті 26 липня 1960. Похований на кладовищі Голгофа в Лос-Анджелесі.

## Фільмографія
За свою кар'єру Седрік Гіббонс був вказаний в титрах приблизно до 1500 фільмам, але, оскільки його контрактом з Metro-Goldwyn-Mayer було передбачено згадка у всіх фільмах, до яких він доклав навіть самий мінімум роботи, реальна кількість стрічок, над якими він працював, приблизно в десять разів менше. Нижче вказані тільки фільми, за які Гіббонс отримав «Оскар» або номінувався на премію «За найкращу роботу художника-постановника».

### Перемога в премії «Оскар»
- 1929 — Міст короля Людовика Святого / The Bridge of San Luis Rey
- 1934 — Весела вдова / The Merry Widow
- 1940 — Гордість і упередження / Pride and Prejudice
- 1941 — Квіти в пилу / Blossoms in the Dust
- 1944 — Газове світло / Gaslight
- 1946 — Оленятко / The Yearling
- 1949 — Маленькі жінки / Little Women
- 1951 — Американець в Парижі / An American in Paris
- 1952 — Злі й гарні / The Bad and the Beautiful
- 1953 — Юлій Цезар / Julius Caesar
- 1957 — Хтось там нагорі любить мене / Somebody Up There Likes Me

### Номіновані на премію «Оскар»
- 1933 — Коли дами зустрічаються / When Ladies Meet
- 1936 — Ромео і Джульєтта / Romeo and Juliet
- 1936 — Великий Зігфільд / The Great Ziegfeld
- 1937 — Підкорення / Conquest
- 1938 — Марія-Антуанетта / Marie Antoinette
- 1939 — Чарівник країни Оз / The Wizard of Oz
- 1940 — Гірка солодкість / Bitter Sweet
- 1941 — Коли дами зустрічаються / When Ladies Meet
- 1942 — Випадкова жнива / Random Harvest
- 1943 — Мадам Кюрі / Madame Curie
- 1943 — Тисячі привітань / Thousands Cheer
- 1944 — Кісмет / Kismet
- 1944 — Національний оксамит / National Velvet
- 1945 — Портрет Доріана Грея / The Picture of Dorian Gray
- 1949 — Мадам Боварі / Madame Bovary
- 1949 — Червоний Дунай / The Red Danube
- 1950 — Енні отримує вашу зброю / Annie Get Your Gun
- 1951 — Занадто молода, щоб цілуватися / Too Young to Kiss
- 1951 — Камо грядеши / Quo Vadis
- 1952 — Весела вдова / The Merry Widow
- 1953 — Лілі / Lili
- 1953 — Три історії кохання / The Story of Three Loves
- 1953 — Крихітка Бесс / Young Bess
- 1954 — Бригадун / Brigadoon
- 1954 — Адміністративна влада / Executive Suite
- 1955 — Я буду плакати завтра / I'll Cry Tomorrow
- 1955 — Шкільні джунглі / Blackboard Jungle
- 1956 — Жага життя / Lust for Life